# Shuguang (socken i Kina, Heilongjiang)
Shuguang (kinesiska: 曙光, 曙光乡) är en socken i Kina. Den ligger i provinsen Heilongjiang, i den nordöstra delen av landet, omkring 310 kilometer norr om provinshuvudstaden Harbin. Antalet invånare är 18 769. Befolkningen består av 9 429 kvinnor och 9 340 män. Barn under 15 år utgör 15,0 %, vuxna 15-64 år 77 %, och äldre över 65 år 7,0 %.
Genomsnittlig årsnederbörd är 849 millimeter. Den regnigaste månaden är juli, med i genomsnitt 294 mm nederbörd, och den torraste är januari, med 9 mm nederbörd.